# Oxyopes personatus
Oxyopes personatus är en spindelart som beskrevs av Simon 1896. Oxyopes personatus ingår i släktet Oxyopes och familjen lospindlar. Inga underarter finns listade i Catalogue of Life.